# 아메리카의 역사

원주민의 역사를 제외한 1750년부터 현재까지의 북아메리카의 역사.

원주민의 역사를 제외한 1700년부터 현재까지의 중앙 아메리카 역사.

원주민의 역사를 제외한 1700년부터 현재까지의 남아메리카의 역사.

## '아메리카'라는 명칭의 유래
아메리카(America)라는 이름은 아메리고 베스푸치라는 이탈리아인의 이름에서 따왔다. 크리스토퍼 콜럼버스의 발견 후에 아메리고 베스푸치는 신대륙을 두 차례 항해했는데, 그는 이 대륙을 '신세계'라고 불렀다. 그의 이름을 딴 신대륙의 이름이 처음 지도에 등장한 것은 1507년의 일로, 독일 출신의 지도 제작자, Waldseemuller가 아메리고의 이름을 따 '아메리카'라고 칭하였다. 후에 회사는 신대륙의 이름을 콜럼버스의 이름을 따 짓기 위하여 한 때 이름을 삭제하기도 하였으나, 이미 아메리카라는 이름이 널리 알려진 후의 일인지라, 번복을 하지 못했고 이렇게 신대륙의 이름은 아메리카가 되었다.

## 원주민의 기원
현재 강대국인 미국이 위치한 대륙으로 널리 알려져 있는 아메리카는 유럽 국가들의 식민지화하기 전 오랜 기간 동안 원주민(Native American)의 땅이었던 곳이다. 아메리카 원주민에 대한 학설은 여러 갈래여서 아직까지도 정확한 이동 경로는 밝혀지지 않고 있으나, 일반적으로는 베링 육교(Bering Land Bridge)를 건너온 몽골계 종족들로 15,000년 전 빙하기에 수위가 낮아져 다리처럼 연결되었던 베링육교를 건너 알래스카로 이동한 뒤, 북아메리카 전역에 퍼져 살게 되었다는 설과 역시 몽고계 종족이 태평양을 항해 하였다는 설, 그리고 남태평양의 아시아계 종족들이 바다를 건너 남아메리카에 도착했다는 주장 등이 있다.
현재는 Y염색체 유전자 분석 등을 통해 아메리카 원주민은 시베리아를 거쳐 베링 해협을 통해 아메리카 대륙으로 이주한 것이라는 것이 정설이 되었다. 외관상으로는 유사해 종종 착각을 불러일으키지만 아메리카 원주민에게 동북 아시아계 유전자 지표는 나타나지 않는다는 것에 유의해야 한다.

## 아메리카의 3대 고대 문명
원주민들은 그들만의 고대 문명을 가지고 있었는데, 1492년 콜럼버스가 신대륙을 발견한 이래로 신대륙에 왔던 유럽인들은 마야, 잉카, 모체, 톨텍, 올멕, 카호키아, 아스테카, 이로쿼이 같은 고대 문명에 놀라기도 했다고 한다. 북부와 남부 아메리카에서 발견된 문명의 잔재들은 기원전 10,000여 년이 지난 물건들이라고 한다.
15세기 경에는 옥수수가 멕시코에서 전파되어 미시시피강 근처에서 널리 재배 되고, 감자는 잉카인들에 의해, 그리고 초콜릿은 아스테카인들에 의해 널리 채취되는 둥 여러 특산물도 지니고 있었던 것으로 생각된다. 그러나 그들만의 문화는 유럽인들이 그들의 대륙을 발견하면서부터 파괴되기 시작했으며, 더 이상의 문명 발달은 찾아보기 힘들게 되었다.

## 근래의 역사

### 신대륙의 발견
유럽인들에게 아메리카 대륙은 크리스토퍼 콜럼버스에 의해 처음으로 발견되었다.
신대륙이 발견되었던 당시, 15세기 유럽 국가들은 인도, 중국등 동방과의 해상 무역으로 큰 이익을 내고 있었는데 그 항로는 주로 지중해를 통한 인도 항해였다. 그러나 오스만 제국이 1453년 콘스탄티노플을 함락시키면서 비잔티움 제국을 멸망시키고 크리스트 교도들의 동방 출입을 가로 막자, 유럽 국가들은 지중해가 아닌 대서양을 돌아 인도로 가는 항로를 찾게 되었다.
크리스토퍼 콜럼버스는 당시의 통념과는 달리 서쪽으로 가도 인도에 도달할 수 있다고 판단하였다. 그는 에스파냐의 이사벨 1세의 지원을 받아, 산타 마리아, 핀타, 니나라는 세 척의 배와 함께 오랜 기간의 항해 끝에 신대륙을 발견하였다. 당시 그가 발견했던 이 섬의 이름은 알려지지 않고 있으나(와틀링섬으로 추정) 바하마(Bahamas) 제도에 위치한 섬이었으며, 신대륙을 인도로 착각했던 콜럼버스는 이 대륙의 원주민을 '인디언'이라는 이름으로 불렀다. 또한 이 섬을 산살바도르(San Salvador), 구세주의 섬(Holysavior)이라고 칭하였다. 신대륙이 발견되었던 1492년 10월 12일 오전 2시경은 아메리카의 역사에서 가장 중요했던 날 중 하나로 손꼽히고 있다.
콜럼버스의 신대륙 항해는 이후 3차례나 더 있었다. 그는 세상을 떠날 때까지 아메리카 대륙을 인도라고 생각하였다고 한다.

## 같이 보기
- 북아메리카의 역사
- 남아메리카의 역사
- 미국의 역사